# Izumi Miyata
Izumi Miyata (宮田 和純 Miyata Izumi?, Tokio, 28 de abril de 2001) es un futbolista japonés que juega como delantero en la U. D. Oliveirense.

## Trayectoria
En 2019 se unió al FC Tokyo de la J1 League.

## Clubes
| Club                       | País     | Año   |
| -------------------------- | -------- | ----- |
| F. C. Tokyo sub-23         | Japón    | 2019  |
| Yokohama FC                | Japón    | 2024  |
| Gainare Tottori (cedido)   | Japón    | 2024  |
| U. D. Oliveirense (cedido) | Portugal | 2024- |